# Guðmundur Þórarinsson
Guðmundur Þórarinsson (Selfoss, Islandia, 15 de abril de 1992) es un futbolista islandés. Juega como centrocampista en el F. C. Noah de la Liga Premier de Armenia.

## Selección nacional
Ha sido internacional con la selección de fútbol de Islandia en 15 ocasiones.
| Selección             | Año       | Partidos | Goles |
| --------------------- | --------- | -------- | ----- |
| Selección sub-17      | 2008      | 1        | 0     |
| Selección sub-19      | 2009-2010 | 10       | 2     |
| Selección sub-21      | 2011-2014 | 14       | 0     |
| Selección de Islandia | 2014-2024 | 15       | 0     |

## Clubes
| Club                | País           | Año       | Partidos | Goles |
| ------------------- | -------------- | --------- | -------- | ----- |
| UMF Selfoss         | Islandia       | 2008-2010 | 34       | 5     |
| ÍBV                 | Islandia       | 2011-2012 | 54       | 2     |
| Sarpsborg 08        | Noruega        | 2013-2014 | 64       | 8     |
| FC Nordsjælland     | Dinamarca      | 2014-2016 | 35       | 1     |
| Rosenborg Ballklub  | Noruega        | 2016      | 28       | 1     |
| IFK Norrköping      | Suecia         | 2017-2019 | 101      | 4     |
| New York City F. C. | Estados Unidos | 2020-2021 | 49       | 2     |
| Aalborg BK          | Dinamarca      | 2022      | 6        | 0     |
| O. F. I. Creta      | Grecia         | 2022-2024 | 61       | 2     |
| F. C. Noah          | Armenia        | 2024-     |          |       |

## Palmarés

### Títulos nacionales
| Título                  | Club                | País           | Año  |
| ----------------------- | ------------------- | -------------- | ---- |
| 1. deild karla          | UMF Selfoss         | Islandia       | 2009 |
| Tippeligaen             | Rosenborg Ballklub  | Noruega        | 2016 |
| Copa de Noruega         | Rosenborg Ballklub  | Noruega        | 2016 |
| MLS Cup                 | New York City F. C. | Estados Unidos | 2021 |
| Liga Premier de Armenia | F. C. Noah          | Armenia        | 2025 |
| Copa de Armenia         | F. C. Noah          | Armenia        | 2025 |

## Carrera musical
Guðmundur es conocido como un buen cantante y es hermano del cantante islandés Ingólfur Þórarinsson. En 2018 participó en la edición anual de Söngvakeppnin, una competencia preliminar para elegir el representante de Islandia en el Festival de la Canción de Eurovisión 2018.